# Hadronyche annachristiae
Hadronyche annachristiae is een spinnensoort uit de familie Atracidae. De soort komt voor in de Australische deelstaat New South Wales.

## Etymologie
De soort is vernoemd naar Anna-Christie Gray, de dochter van de auteur.